# ابرام-پرزویل (تگزاس)
ابرام-پرزویل، تگزاس (به انگلیسی: Abram-Perezville, Texas) در ایالات متحده آمریکا است که در تگزاس واقع شده‌است.

## خصوصیات
ابرام-پرزویل ۱۳٫۶ کیلومترمربع مساحت و ۵٬۴۴۴ نفر جمعیت دارد.